# Shindong (ville)
Pour les articles homonymes, voir Shindong.
Shindong (en coréen: 신동) est une petite ville (eup) de Corée du Sud, située dans la province du Gangwon et le district de Jeongseon, dans le nord-est du pays. La ville est située en zone de montagne.
En 2011, Shindong comptait 4 017 habitants.